# Domingo Dentudo
Domingo Blasco, citado más comúnmente como Domingo Dentudo, fue un religioso castellano que ocupó el puesto de obispo de Ávila entre 1213 y 1239.

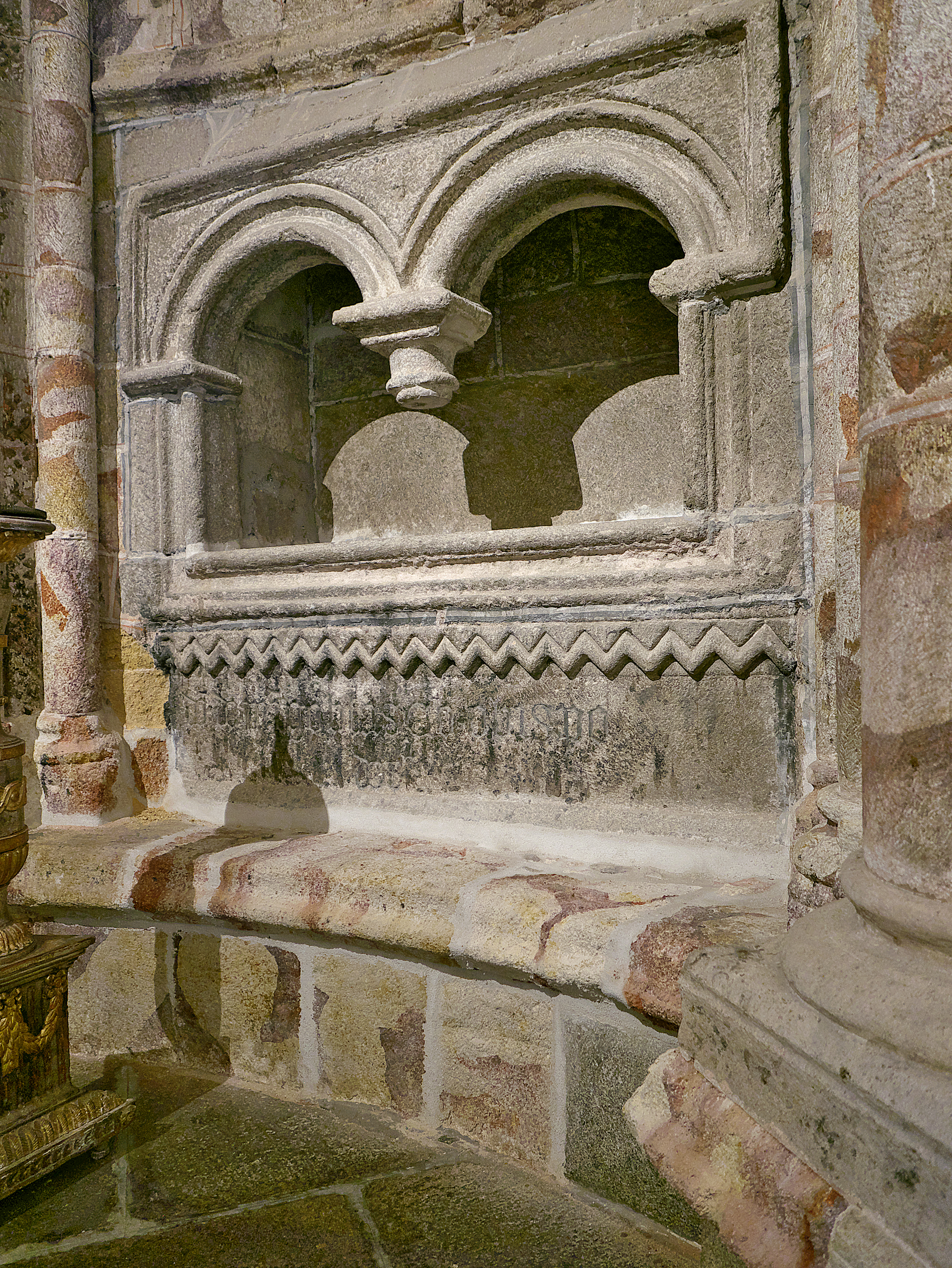
Sepulcro. Capilla de Santiago, Catedral de Ávila

De origen noble, pertenecía al linaje de los Dávila, una de las primeras familias instaladas en la repoblación de Ávila. Dentudo forma parte del grupo religioso y militar de guerreros de frontera, entre los que se encontraron aquellos que ocuparon la sede episcopal antes del siglo XII; él fue uno de los primeros de su familia en ocupar un cargo en la alta jerarquía eclesiástica castellana en el siglo XIII. Asistió al IV Concilio de Letrán en 1215, y en 1218 el papa Honorio III le exhortó a través de una carta a participar en las guerras contra los musulmanes de Al-Ándalus. Estuvo activo en los asuntos generales del reino, especialmente con motivo de la llegada al trono castellano de Fernando III. De hecho, en 1217, junto con el obispo de Burgos, Maurició, formó parte de una embajada que la reina Berenguela envió a su esposo, el rey leonés Alfonso IX para que abandonara su política hostil en contra del nuevo monarca castellano. Probablemente, como parte del agradecimiento por sus servicios, Fernando III le concedió a Domingo y a la catedral de Ávila la jurisdicción sobre Olmedo y Arévalo en 1221, y también la aldea de Guijo con su castillo diez años después.  Según Gil González Dávila, murió el 24 de septiembre de 1239 y fue enterrado en la catedral, junto al altar dedicado a san Nicolás.